# Kreiskausalität
Kreiskausalität ist ein Prinzip der Kybernetik, nach welchem in kybernetischen Systemen eine kreisförmige Verursachung durch Rückkopplung besteht.
Beispiel: In einer durch Thermostaten geregelten Heizung verursacht eine zu niedrige Temperatur das Heizen, welches sodann eine höhere Temperatur verursacht, was das Abschalten der Heizung verursacht, was wieder eine tiefere Temperatur verursacht, was ... und so weiter.
Bevor man sich auf den Namen „Kybernetik“ einigte, wurde der Gegenstandsbereich der Kybernetik   mit Circular causal, and feedback mechanisms in biological and social systems umschrieben.